# François Cachoud

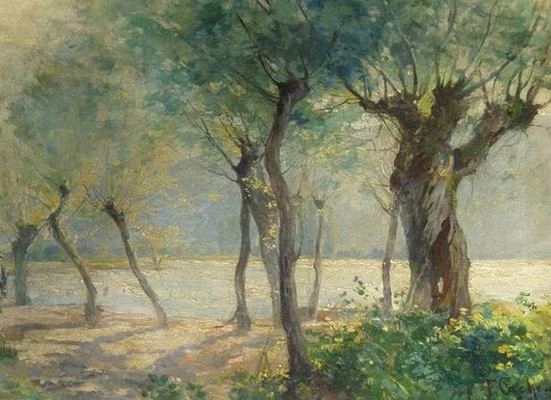
Au bord du ruisseau

François Charles Cachoud, né le 23 octobre 1866 à Chambéry (Savoie) et mort le 29 janvier 1943 à Saint-Alban-de-Montbel (Savoie), est un peintre français, connu pour ses effets de nuit et ses clairs-obscurs.
Ses critères artistiques sont proches de ceux de l'École de Barbizon.

## Biographie

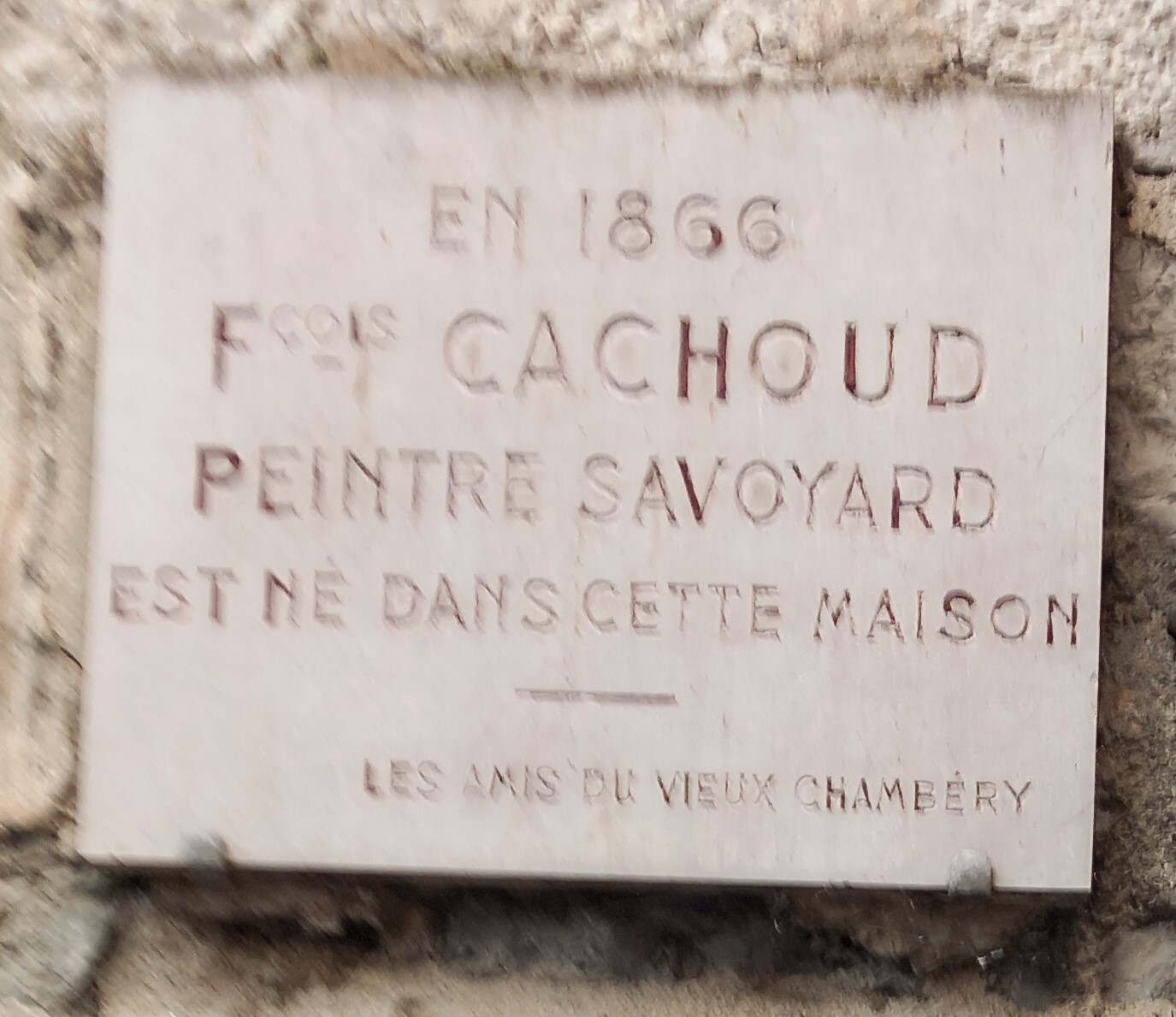
Plaque apposée sur la maison natale de François Cachoud

François-Charles Cachoud est né le 23 octobre 1866 à Chambéry. Il est le fils d'un boulanger de la ville.
Il commence son apprentissage de peintre auprès de Benoît Molin à l’École de Peinture de Chambéry.
En 1883, il entre aux Ponts et Chaussées, puis suit les cours de l’École des Beaux-arts à Paris en 1889, grâce à une bourse du conseil général de la Savoie. Installé à Paris, il habite au 120, boulevard de la Chapelle.
Il vit à Montparnasse et partage avec son ami le sculpteur chambérien Mars Vallett (1869-1957), la vie d’artiste à Paris. Il devient l'élève de Jules-Élie Delaunay puis surtout de Gustave Moreau. Mars Vallett deviendra le conservateur du Musée de Chambéry en 1904, puis des Charmettes en 1907 et enfin du Musée savoisien en 1940.
Son œuvre oscille entre paysages, natures mortes et portraits intimistes. Ses effets de nuit et de clairs-obscurs l'ont rendu célèbre.
En 1889, il obtient le prix de la fondation Guy.
En 1891, il expose au Salon des artistes français Un effet de matin et reçoit un prix de la fondation Troyon pour À la nuit tombante, un bouvier et ses bœufs quittent les champs. L'année suivante, il peint Soleil couchant à Vanves, conservé depuis au musée de Chambéry, à la suite d'un legs de l'artiste.
Il obtient en 1893 une mention honorable au Salon des Artistes français avec Une Matinée de septembre au lac d’Aiguebelette et reçoit le prix de l'Académie de Savoie, ainsi que son ami l'aquarelliste Ernest Filliard (1868-1933).
En 1896, il propose à la Commission d’Instruction publique présidée par Jules Daisay, conservateur du musée son tableau Soleil couchant, un coin de Chautagne, exposé au Salon. Également en 1896, une médaille de 3e classe le récompense pour Le Lac de Lamartine exposé en 1900 à l’exposition décennale au Grand Cercle d’Aix-les-Bains et médaillé de bronze lors de l’Exposition universelle de Paris de 1900.
Marié à Rosine Veleine, originaire  du Pas-de-Calais, ses paysages, l’inspirent également et L’heure du grillon, son œuvre hors-concours au Salon de 1902, est achetée par le peintre américain Thomas Alexander Harrison pour le musée de Philadelphie.
Nommé peintre du ministère de la Marine, il réalise en 1901, les panneaux de décoration du paquebot La Savoie et il exécutera des affiches publicitaires et des panneaux décoratifs pour la société P.L.M.
Il est élu le 5 mars 1903 à l'Académie des sciences, belles-lettres et arts de Savoie avec pour titre académique Correspondant.
Ce n'est qu'à partir de 1905 que son style s'oriente vers les motifs campagnards nocturnes comme la série de Nocturnes en 1908, 1911, et 1914 exposée à la galerie parisienne Georges-Petit, qui gagnant la reconnaissance de la critique est suivie par les achats officiels des musées. Il est alors surnommé Le Corot de la nuit en référence à Jean-Baptiste Corot. Il expose au Salon des artistes français jusqu’en 1940, et devient membre du comité.
Vers 1913, il se lia d’amitié avec Victor Charreton, un paysagiste  de l’école lyonnaise, lui aussi attaché aux effets de crépuscule.
En 1910, son lieu d'inspiration sera sa  maison de campagne, Le Grillon, qu'il fait construire à Saint-Alban-de-Montbel, village situé sur une rive du lac d'Aiguebelette où il est inhumé.
Il obtient la médaille d’or à l’Exposition universelle de Paris en 1937 pour un de ses paysages nocturnes, Éclaircie, nuit de lune.

## Œuvres

### Dessins, aquarelles, lithographies
- non datée : Retour des champs aux premiers rayons de lune, dessin, crayon noir, Dim ; H : 26,8 cm × L : 32 cm (musée du Louvre, Département ; arts graphiques)
- 1900 : Le Mont-Blanc, poster ; Dim ; H : 106 cm × L : 78 cm
- vers 1900 : Le Mont-Blanc, poster ; Dim ; 104 cm × L : 75 cm
- 1906 : Le Mont-Blanc, Chamonix, lithographie en couleurs, imprimée par Chaix à Paris, Dim ; H : 105 cm × L : 77 cm, affiche pour la Cie P.L.M. (Paris, Lyon, Méditerranée)
- 1941 : Paysage, dessin, aquarelle, papier, Dim ; H : 49 cm × L : 31 cm

### Peintures
- non datée : Le Retour du vacher au clair de lune ;  66 × 81 cm
- non datée : Lac ;  59,6 × 50,8 cm
- vers 1892 ; Le Chant de la forêt ;  117 × 160 cm (acquis par l'État en 1892, attribué au Musée des beaux-arts de Chambéry en 1937
- 1891 ; Lilas;  46 × 55 cm
- 1892 ; Soleil couchant à Vanves (musée de Chambéry)
- non daté : Paysage du soir ;  60,3 × cm ×  L : 73 cm
- 1898 ; Pêcheur près de l'étang ;  38 × 55 cm
- 1898 ; Vaches et bergère près de l'étang ;  38 × 55 cm
- non daté : Le Défrichement des forêts au crépuscule
- non daté : Lever de lune en plaine;  26 × 32 cm
- 1900 ; Lac du Bourget ;  100 × 116 cm
- 1900 ; Lac d'Annecy , marouflée dans la Grande Salle du restaurant Le Train Bleu de la Gare de Lyon à Paris
- vers 1900 ; sans titre ;  81,28 × 91,44 cm
- non daté : Paysage de rivière ;  60 × 75 cm
- 1906 ; Le Soir, Cottage scène ;  57,3 × 73,8 cm
- non daté : Clair de Lune ;  22,2 × 27,9 cm
- non daté : Clair de lune ;  50,5 × 61,4 cm. Don de la succession Maurice Duplessis, Musée national des beaux-arts du Québec[4]
- 1902 ; Nuit brumeuse à Novalaise ;  63 × 79 cm
- 1905 ; Schau ;  40 × 60 cm
- 1906 ; Promenade au clair de lune ;  54 × 73 cm
- 1908 ; Fermes au clair de lune ;  70 × 92 cm
- 1909 ; Une ferme la nuit ;  65 × 81 cm
- non daté : La Dent du Géant au Mont-Blanc
- non daté : L’Étape ;  18,5 × 24,5 cm
- 1912 ; Les Fermes au clair de lune ;  65 × 80 cm
- non daté : Un chemin au soleil couchant
- non daté : Chalet au clair de lune
- non daté : Paysage avec cottage
- 1921 ; Lune et nuage ;  21,2 × 26,5 cm
- non daté : Maison le soir ;  49,5 × 61 cm
- non daté : Une nuit étoilée ;  64,8 × 81,3 cm
- 1926 ; Un soir de fête rue de Clichy ;  21,5 × 18,5 cm
- non daté : Brume et Rosée primée au prix Royoncourt-Goyon.
- 1929 ; Une chaumière au clair de lune  ;  65 × 81,5 cm
- 1932 ; Clair de lune au travers des arbres ;  22 × 27 cm

### Œuvres au musée de Chambéry
- La nuit évoque le passé
- La Montagne du Signal au soleil couchant
- Les Deux amis
- Nuées lointaines
- Saint-Alban-de-Montbel
- Soleil couchant : un coin de Chautagne
- À travers les arbres, nuit de lune : Saint-Alban-de Montbel
- La Fresque lunaire (23 × 32 cm) avec l'annotation manuscrite au dos du tableau :

« La pleine lune enchante l’horizon, elle descend lentement sur les coteaux voisins. C’est au village en fête : l’on boit et l’on danse. Et les ombres traînantes des danseurs rencontrent une façade et se profilent capricieusement en véritable fresque lunaire. Un soir de lune avec un ami, nous nous promenions dans le jardin à Saint-Alban-de-Montbel. Soudain, nous aperçûmes nos ombres qui se dessinaient sur le mur de la maison ; un peu fous, nous nous prîmes à danser, regardant amusés nos silhouettes mouvantes ; ainsi est venue l’idée de ce tableau. »

— Salon 1929

## Prix et médailles
- 1893 - Prix de l'Académie de Savoie.

## Expositions, galeries
- François Cachoud, les nuits transfigurées du 1er avril au 17 septembre 2017, musée des Beaux-Arts de Chambéry.

## Dans les musées et monuments
- Musée Faure à Aix-les-Bains
- Musée du Louvre à Paris.
- Le Train bleu, restaurant de la Gare de Lyon à Paris.
- Musée des beaux-arts de Chambéry, Savoie.

## Hommages

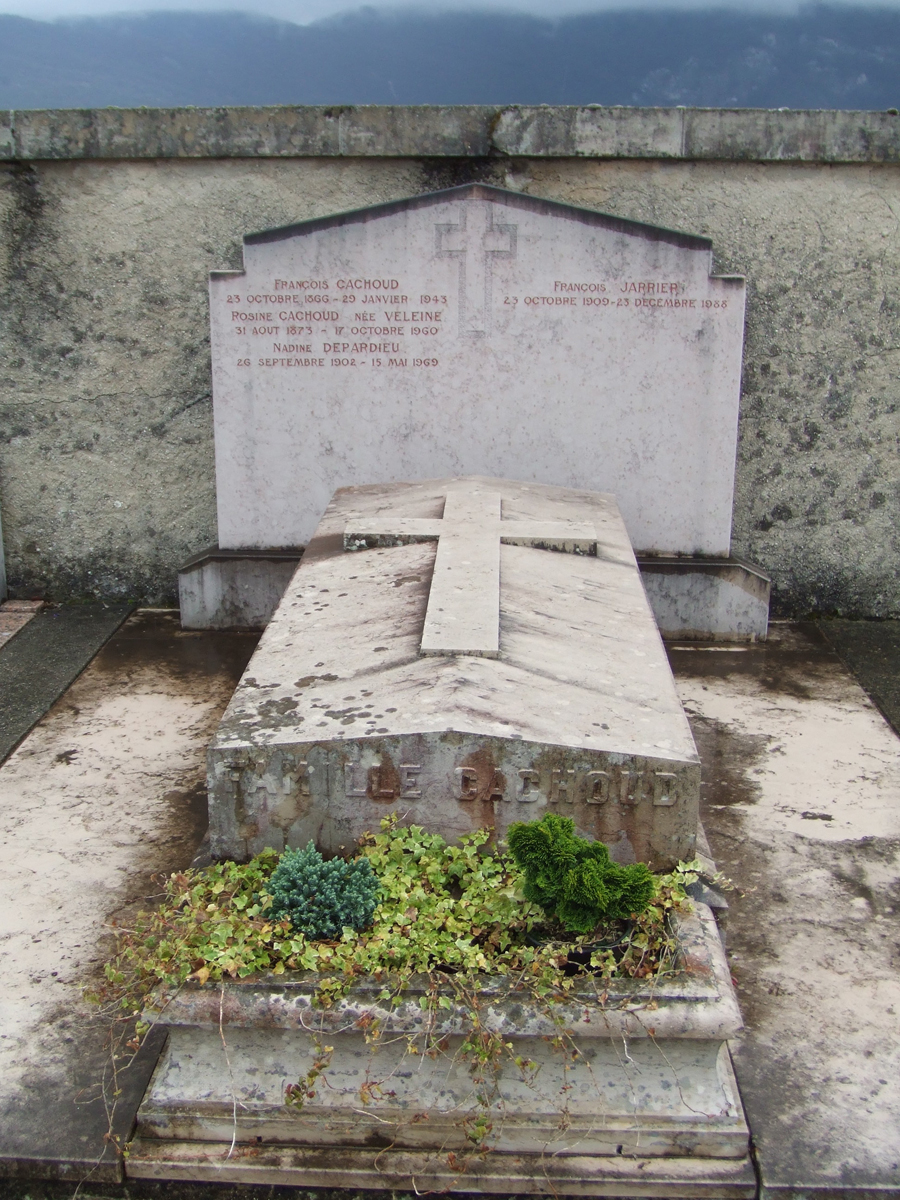
Caveau de famille où il est enterré à Saint-Alban-de-Montbel (cliché louis-garden).

- La ville de Saint-Alban-de-Montbel a créé une salle François-Cachoud[5].
- La ville de Chambéry a nommé une rue « François-Cachoud »[6].
- Fondation d'une association appelée Les Amis de François Cachoud[7].